# 아카사카 고우메
아카사카 고우메(일본어: 赤坂小梅, 1906년 4월 20일 ~ 1992년 1월 17일)는 쇼와 시대에 활동했던 일본의 게이기 출신 가수이다. 본명은 무카야마 고우메(向山コウメ)이다.
1906년 4월 20일, 후쿠오카현 타가와 군 가와사키정에서 아버지 무카야마 곤페이(向山権平)와 어머니 무카야마 시나(결혼전 이름은 이데구치 시나井手口シナ) 사이에서 9형제의 막내로 태어났다. 그녀를 낳았을 때 어머니의 나이가 40세 무렵으로, 고령 출산이 원인인지 자세히는 알 수 없으나 산후 회복 되지 않고 되려 나빠져 그 해 10월에 사망한다. 이후 큰언니의 손에 길러진다. 16세 무렵에 본인이 스스로 원하여 게이기가 되기로 결심한 뒤, 야와타(지금의 야하타히가시구)에 있던 '이나모토'(稲本)라는 이름의 오키야로 들어가 게이샤 수업을 받았다. 그로부터 1년 뒤에 본격적인 게이샤로 데뷔하는데, 이 때 이름을 '우메와카'(梅若)라 했다.
1929년 규슈 일대의 민요를 연구하기 위해 후쿠오카를 방문한 나카야마 신페이, 노구치 우조 등의 여러 음악 관계자가 요정에서 그녀의 노래를 듣고 그 미성에 감탄한다. 특히 작곡가 후지이 기요미(藤井清水)는 그 실력에 인상을 받아 빅터에 그녀를 소개하였고, 〈오구라 부시〉(小倉節)를 비롯한 몇 곡을 내게 된다. 1931년 상경하여 아카사카에 정착하면서, 아카사카 고우메라 이름을 바꿨다. 1933년 컬럼비아에 전속으로 들어갔으며, 데뷔곡 〈정말로 그러시다면〉(ほんとにそうなら)은 발표하자마자 크게 히트하였다. 이 무렵 동일한 게이샤 겸 가수인 고우타 가쓰타로, 이치마루와 함께 인기를 구가하여 "고운 게이샤 가수 삼인방"(鶯芸者の三羽烏)으로 이름을 떨쳤다.
이후로 유행가와 속요를 비롯한 다양한 민요를 히트시켰으며, 《NHK 홍백가합전》에도 네 번 출연하였다. 1974년 자수포장을, 1980년 훈4등 보관장을 수훈받았다. 1981년 4월 은퇴 공연을 가진후 일선에서 물러났고, 만년에 민요 보급과 복지 활동을 하였다. 1992년 1월 17일 지바현 가모가와시에서 심부전으로 사망하였다.